# 리히텐슈타인 후자빈 안젤라
리히텐슈타인 후자빈 안젤라(Princess Angela of Liechtenstein, Countess of Rietberg, 1958년 2월 3일 ~ )는  파나마계 미국인 패션 디자이너이자 리히텐슈타인 후작 가문의 일원이다. 파나마에서 태어나 미국에서 자란 안젤라는 지배적인 유럽 왕조에 결혼한 첫 번째 아프리카 혈통의 여성이 되었다. 그녀는 2000년 1월에 리히텐슈타인 후자 막시밀리안과 결혼했고 그 부부는 리히텐슈타인 왕위 계승 서열 6위인 외아들 알폰스 후자를 두고 있다.